# Форра
Форра (нім. Vorra) — громада в Німеччині, розташована в землі Баварія. Підпорядковується адміністративному округу Середня Франконія. Входить до складу району Нюрнбергер-Ланд. Складова частина об'єднання громад Фельден.
Площа — 22,08 км2. Населення становить 1746 ос. (станом на 31 грудня 2020).